# Cimrmanovy vynálezy

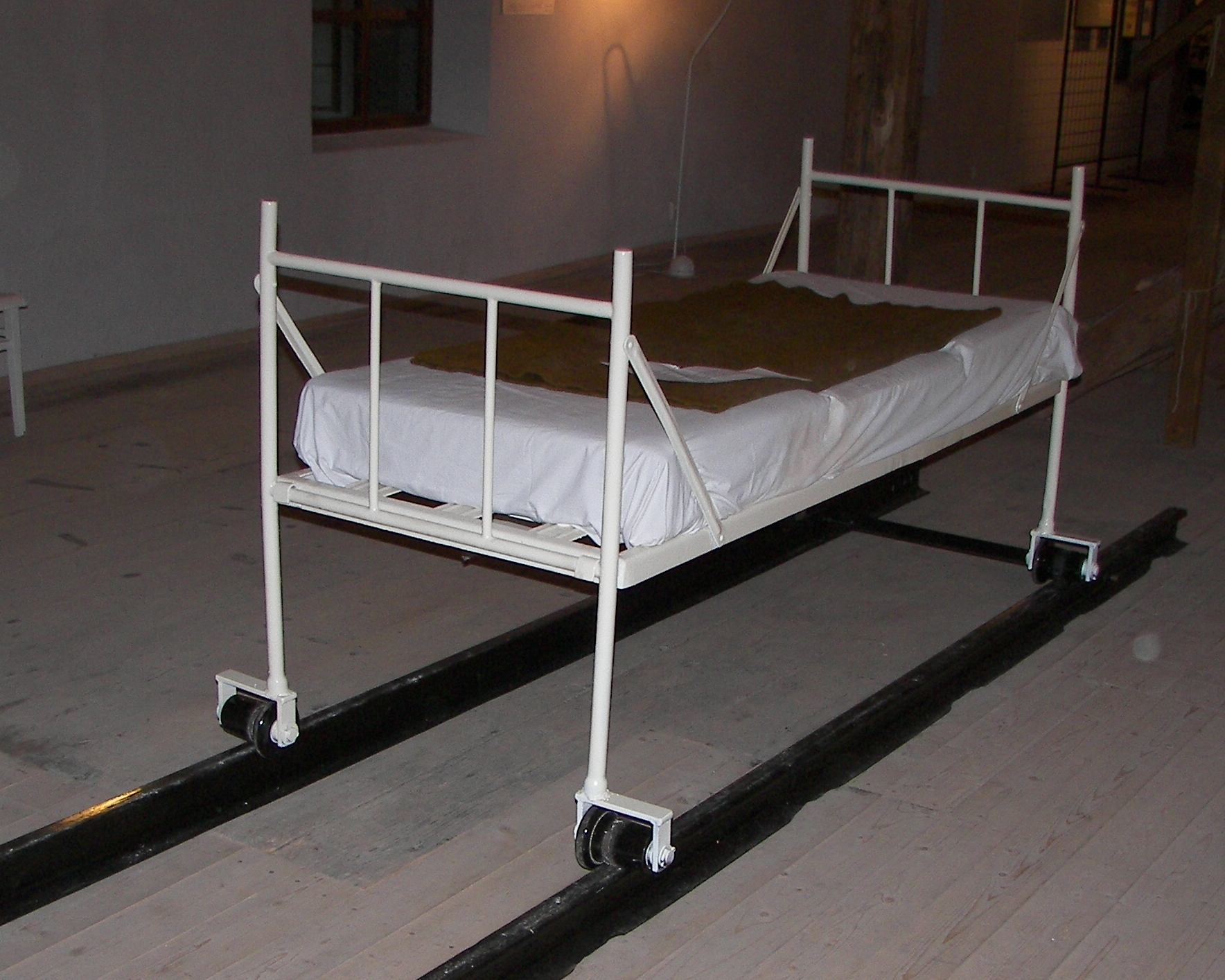
Cirmanův úsporný úzkokolejný jednomístný lůžkový železniční vůz

Cimrmanovy vynálezy jsou ty, které připisují scenáristé Divadla Járy Cimrmana Járovi Cimrmanovi (některé uvádí i původní rozhlasové inscenace Jiřího Šebánka):
- CD (Cimrmanův disk)[1]
- čakovický prak[2]
- dabing[3]
- doručování poštovních zásilek polním dělostřelectvem[4]
- dvoudílné plavky[5]
- dynamit[6]
- dynamo[7]
- elektrická sesle (židli rekonstruoval inženýr Unger)[8]
- elektrická valcha (rekonstruoval inženýr Unger)[9]
- fivecykl[10]
- járovizace[11]
- jogurt[12]
- kabina pro začínající houslisty[13]
- klavírní výtah[14]
- kolektivní dům (své realizace došel v Litvínově a Zlíně)
- kolečkové brusle[15]
- kontejner na přepravu Goudy
- kukátko na vejce
- lepič poštovních známek
- mechanický míchač karet
- originální způsob dopravy horníků z dolu na povrch
- ornitologický dalekohled
- ořešadlo
- pětitaktní motor (sání, stlačení, výbuch, výfuk a odpočinek), později tento motor vylepšil o mazací dobu šestou (sání, stlačení, výbuch, výfuk, mazání, odpočinek). Při svých pokusech zjistil, že mazání pivem není vhodné u strojů, u sebe ovšem pozoroval pozitivnější vliv na výkon.
- podčást (což ve světě internetu bylo zkomoleno na podcast)[16]
- podprsenka pro akrobatku
- pop music
- požárnické jízdní kolo[17]
- projekt Panamského průplavu
- přístroj na měření rychlosti větru
- pupík na objímce první Edisonovy žárovky (járovka)[zdroj?]
- rybářská ponorka[17]
- Položka odrážkového seznamu
- rogalo
- setrvačník dámských hodinek Piccolo
- technika metání hnoje pomocí výbušnin[17]
- tretry koniášky s hřeby dovnitř[17]
- turbínová lokomotiva
- univerzální ptakopysk – uměle vyšlechtěné zvíře o velikosti ratlíka. Vypadá jako normální ptakopysk. Denně snáší 1–2 vejce, dává až 0,5 litru acidofilního mléka. Je všežravec. Z jeho střev se dělají dietní párky. Jeho maso je čerstvé a sádelné jako maso kachní. Poskytuje jemnou angorskou vlnu. Jeho kůže se hodí k výrobě dámských bot. Má schopnost regenerace.[17]
- vysejvač[17]
- vzducholoď (spolu s hrabětem Zeppelinem)[12]
- web[18]
- zákon a pořádek
- zubní nožní vrtačka M-6
- zubní protéza Veselý železničář